# Culture Sainte-Catherine

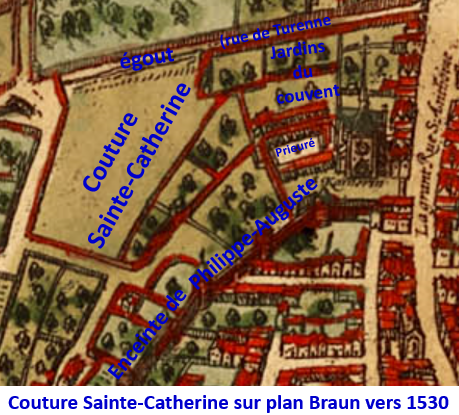
Vyznačení na mapě města z roku 1530

Culture Sainte-Catherine (též Cuture Sainte-Catherine) bylo území v Paříži, které bylo v majetku kláštera Sainte-Catherine-du-Val-des-Écoliers. Oblast se nacházela ve čtvrti Marais. Po roce 1545 zde vznikla zástavba parcelací části panství kláštera.

## Poloha
Oblast Couture Sainte-Catherine se nachází mezi Rue du Parc-Royal, Rue de Turenne a severní částí Rue Pavée, tj. na území 3. a 4. obvodu. Zahrnuje velké množství historických památek, mezi nimi i sedm paláců pocházejících z doby vzniku čtvrtě, některé byly přestavěné v 17. a 18. století: hôtel Carnavalet, hôtel de Savourny, hôtel Lamoignon, hôtel de Donon, hôtel de Marle, hôtel de Châtillon a hôtel d'Albret.
Majetek kláštera Sainte-Catherine, založeného roku 1229 v prostoru Place du Marché Sainte-Catherine, se rozkládal na přibližně devíti hektarech od Rue Saint-Antoine. Na jihu tvořily přibližně hranice Rue de Birague a Rue Malher, na západě Rue Pavée a Rue Elzévir, Rue du Parc-Royal až k Rue Saint-Gilles na severu a na východě část stávajícího náměstí Place des Vosges.

## Historie
Území Sainte-Catherine bylo založeno ve 13. století na části panství templářského chrámu, který se ho vzdal ve prospěch nového kláštera, a na pozemcích, které darovali dva pařížští měšťané Nicolas Gibouin a Pierre de Braine. Z těchto pozemků platili mniši roční poplatek klášteru svatého Viktora. Tato oblast byla později na jihozápadě zmenšena výstavbou paláce Chavigny kolem roku 1295, paláce Tournelles ve 14. století a vykopáním kanalizační stoky v roce 1417 v prostoru Rue de Turenne, přes kterou v roce 1482 postavili mniši ze Sainte-Catherine most pro přístup k východní části panství. Tato část o rozloze tří hektarů byla v roce 1615 vyměněna za léno mezi Rue Montorgueil a Rue Française kvůli výstavbě Place Royale. Hranice klášterního majetku byly označeny značkami, z nichž několik je stále viditelných ve zdi hasičské zbrojnice č. 7 na Rue de Sévigné a na paláci Lamoignon na rohu ulic Rue Pavée a Rue des Francs-Bourgeois.
Jižní část panství mezi kostelem a Rue Saint-Antoine (od Rue Malher k Rue de Turenne) byla rozparcelována a zastavěna již před 14. stoletím. Severozápadní část zůstala jako zahrady a sady až do poloviny 16. století. Pěstovala se zde pšenice a réva vinná, zelenina a ovocné stromy. V roce 1545 klášter Sainte-Catherine kvůli zhodnocení svého panství rozparceloval pozemky mezi současnými ulicemi Rue Parc-Royal na severu, Rue de Sévigné na východě, Rue des Francs-Bourgeois na jihu a Rue Elzévir na západ. Území bylo rozděleno na 59 pozemků, z nichž 53 se prodalo už za čtyři měsíce. Kupující měli povinnost vybudovat domy do tří let. Mezi nimi byli členové pařížského parlamentu nebo královské komory. Někteří zakoupili více pozemků, například Jacques des Ligneris, předseda pařížského parlamentu koupil čtyři výměry, na nichž postavil palác Carnavalet. Toulouský arcibiskup Antoine Sanguin kardinál de Meudon získal severně od bývalých městských hradeb osm pozemků k rozšíření svého paláce. Jiní jako řemeslníci či obchodníci zakoupili méně rozsáhlé pozemky. Tento úspěch vedl mnichy v roce 1549 k rozdělení dalších devíti pozemků severně od současné ulice Rue de Jarente k Rue Parc-Royal. Tato druhá část byla zastavěna pomaleji (výstavba byla dokončena až kolem roku 1631) kvůli existenci stoky, o jejímž zakrytí bylo rozhodnuto v roce 1560. Poslední pozemek koupil v roce 1580 Marc Miron, lékař krále Jindřicha III.
Tyto parcelace probíhaly i na dalších panstvích v okolí – u paláce Saint-Pol králem Františkem I. v roce 1543, několik let poté u paláce Barbette a v roce 1603 u panství paláce Tournelles při založení Place Royale. Tyto parcelace znamenaly rozšířebí čtvrti Marais směrem na východ. Po období městského růstu od 13. století, kdy se rozvíjely nové čtvrti Bourg Saint-Martin-des-Champs a Ville-Neuve du Temple následovalo dlouhé období stagnace mezi lety 1348 a 1500 v důsledku morové epidemie a stoleté války. Od poloviny 16. století tak dochází k nové expanzi města.